# Exame Nacional para Certificação de Competências de Jovens e Adultos
O Exame Nacional para Certificação de Competências de Jovens e Adultos (ENCCEJA) é uma prova gratuita e voluntária servindo para conceder periodicamente "certificados de conclusão de ensino fundamental", e de "certificados de conclusão de ensino médio" para quem não concluiu os estudos na idade escolar adequada para jovens e adultos residentes no Brasil, no exterior e para detentos. Podem pessoas a partir de 15 anos ou mais de idade até a data da realização das provas para o ensino fundamental, e de 18 anos ou mais para a certificação do ensino médio.
Qualquer um pode participar do exame do ENCCEJA, podendo estudar sozinho, com o apoio de um amigo ou através de escolas de supletivo públicas ou privadas. Sob o reconhecimento do Ministério da Educação em todo o território nacional, o exame é feito pelo INEP (Instituto Nacional de Estudos e Pesquisas Educacionais Anísio Teixeira) desde 2002, utilizando escolas públicas para o ENCCEJA Nacional, utilizando os consulados apenas para o ENCCEJA Exterior.
Constitui uma aferição de competências, habilidades e saberes adquiridos no processo escolar ou nos processos formativos que se desenvolvem na vida familiar, na convivência humana, no trabalho, nos movimentos sociais, organizações da sociedade civil e nas manifestações culturais, entre outros. 
Ao realizar a prova do Encceja, é possível obter a Declaração de Comparecimento, que serve como atestado de presença no Exame, e, assim, o trabalhador não perde o seu dia de trabalho. 